# 2000-ні у кіно
2000-ні роки у кіно принесли багато значних подій у кіноіндустрії в усьому світі, особливо в технології, що використовується. Спираючись на розробки 1990-х років, комп’ютери використовувалися для створення ефектів, які раніше були дорожчими, від тонкого стирання навколишніх островів у Cast Away (залишаючи персонажа Тома Генкса на мілині без жодної іншої землі) до величезних сцен битв наприклад, у продовженнях Матриці та 300.
У 2000-х відбулося відродження кількох жанрів. Франшизи фантастичних фільмів домінували в касі: « Володар перснів», «Гаррі Поттер», «Пірати Карибського моря», трилогія-приквел «Зоряних війн» (початок 1999 року), « Хроніки Нарнії » тощо. Після коміксів фільми про супергероїв стали основним жанром блокбастерів. Випуски « Людей Ікс», «Незламного » та «Людини-павука». «Гладіатор» так само став поштовхом до відродження історичних епічних фільмів, а фільми, натхненні Боллівудом Мулен Руж! зробив те саме для живих музичних фільмів у західному світі, де індійські мюзикли, такі як Lagaan і Devdas, також почали набувати широкого поширення. Гонконзькі бойові хореографи, такі як Юен Ву Пін, продовжили свій вплив у Голлівуді з такими фільмами про бойові мистецтва, як «Вбити Білла: Том 1» і «Вбити Білла: Том 2», що навіть призвело до поширення техніки дротяного фу в інших піджанрах разом із режисером Джоном Ву. s gun fu від подібних Місія нездійсненна 2. Жанр «Королівська битва» такожпочався з виходом японського фільму «Королівська битва».
Крім того, категорії фільмів, невідомі своєю популярністю в Північній Америці, ставали все більш привабливими для кіноманів. Неангломовні фільми, такі як Тигр підкрадається, дракон ховається, Герой, Олдбой, Страсті Христові та Лабіринт Фавна ; а також документальні фільми, такі як «Незручна правда», «Марш пінгвінів», «Надзвичайно великий я » та «11 вересня за Фаренгейтом» ; стала дуже успішною.
Комп’ютерна анімація замінила традиційну анімацію як домінуюче середовище для повнометражних анімаційних фільмів в американському кіно (особливо після виходу « Шрека »): DreamWorks Animation була найкращою анімаційною студією того десятиліття, а Pixar і 20th Century Fox Animation йшли за нею (останній після Fox Animation Studios було закрито 31 жовтня 2000 року). Подальше розширення на дослідження технології захоплення руху в таких фільмах, як Sinbad: Beyond the Veil of Mists, Final Fantasy: The Spirits Within і The Polar Express. Щоправда, мальованийаніме- фільми також набули більшої популярності за межами Японії завдяки виходу фільмів Хаяо Міядзакі « Віднесені привидами», «Мандрівний замок» та «Поньо» ; у той час як стоп-моушн фільми відновили популярність завдяки Chicken Run, Wallace & Gromit: The Curse of the Were-Rabit і Coraline.

## Найкасовіші фільми
Список містить більше фільмів 2008 і 2007 років у топ-50, ніж будь-який інший рік, кожен з яких по вісім. За ними йдуть 2009, 2005 і 2004 роки, у кожному по шість. Цифри наведено в доларах США ( USD ). 
| Ранг | Назва                                                          | Студія                                  | Дохід у всьому світі | Рік  | Джерело  |
| ---- | -------------------------------------------------------------- | --------------------------------------- | -------------------- | ---- | -------- |
| 1    | Аватар                                                         | 20th Century Fox                        | $2,713,395,000       | 2009 | [ # 1 ]  |
| 2    | Володар перснів: Повернення короля                             | New Line Cinema                         | $1,119,110,941       | 2003 | [ # 2 ]  |
| 3    | Пірати Карибського моря: Скриня мерця                          | Walt Disney Studios                     | $1,066,179,725       | 2006 | [ # 3 ]  |
| 4    | The Dark Knight                                                | Warner Bros. Pictures                   | $1,001,921,825       | 2008 | [ # 4 ]  |
| 5    | Harry Potter and the Philosopher's Stone                       | Warner Bros. Pictures                   | $974,733,550         | 2001 | [ # 5 ]  |
| 6    | Pirates of the Caribbean: At World's End                       | Walt Disney Studios                     | $960,996,492         | 2007 | [ # 6 ]  |
| 7    | Harry Potter and the Order of the Phoenix                      | Warner Bros. Pictures                   | $938,212,738         | 2007 | [ # 7 ]  |
| 8    | Harry Potter and the Half-Blood Prince                         | Warner Bros. Pictures                   | $929,359,401         | 2009 | [ # 8 ]  |
| 9    | The Lord of the Rings: The Two Towers                          | New Line Cinema                         | $925,282,504         | 2002 | [ # 9 ]  |
| 10   | Шрек 2                                                         | DreamWorks Animation                    | $919,838,758         | 2004 | [ # 10 ] |
| 11   | Harry Potter and the Goblet of Fire                            | Warner Bros. Pictures                   | $895,921,036         | 2005 | [ # 11 ] |
| 12   | Spider-Man 3                                                   | Sony Pictures/Columbia Pictures         | $890,871,626         | 2007 | [ # 12 ] |
| 13   | Ice Age: Dawn of the Dinosaurs                                 | 20th Century Fox/Blue Sky               | $887,566,024         | 2009 | [ # 13 ] |
| 14   | Harry Potter and the Chamber of Secrets                        | Warner Bros. Pictures                   | $878,643,482         | 2002 | [ # 14 ] |
| 15   | The Lord of the Rings: The Fellowship of the Ring              | New Line Cinema                         | $870,761,744         | 2001 | [ # 15 ] |
| 16   | Finding Nemo                                                   | Walt Disney Studios/Pixar               | $864,625,978         | 2003 | [ # 16 ] |
| 17   | Star Wars: Episode III – Revenge of the Sith                   | 20th Century Fox                        | $848,754,768         | 2005 | [ # 17 ] |
| 18   | Transformers: Revenge of the Fallen                            | Paramount Pictures/DreamWorks Pictures  | $834,969,807         | 2009 | [ # 18 ] |
| 19   | Spider-Man                                                     | Sony Pictures/Columbia Pictures         | $821,708,551         | 2002 | [ # 19 ] |
| 20   | Shrek the Third                                                | Paramount Pictures/Dreamworks Animation | $798,958,162         | 2007 | [ # 20 ] |
| 21   | Harry Potter and the Prisoner of Azkaban                       | Warner Bros. Pictures                   | $795,634,069         | 2004 | [ # 21 ] |
| 22   | Indiana Jones and the Kingdom of the Crystal Skull             | Paramount Pictures/Lucasfilm            | $786,636,033         | 2008 | [ # 22 ] |
| 23   | Spider-Man 2                                                   | Sony Pictures/Columbia Pictures         | $783,766,341         | 2004 | [ # 23 ] |
| 24   | The Da Vinci Code                                              | Sony Pictures/Columbia Pictures         | $758,239,851         | 2006 | [ # 24 ] |
| 25   | The Chronicles of Narnia: The Lion, the Witch and the Wardrobe | Buena Vista Pictures/Walden Media       | $745,011,272         | 2005 | [ # 25 ] |
| 26   | The Matrix Reloaded                                            | Warner Bros. Pictures                   | $742,128,461         | 2003 | [ # 26 ] |
| 27   | 2012                                                           | Sony Pictures/Columbia Pictures         | $736,257,842         | 2009 | [ # 27 ] |
| 28   | Transformers                                                   | Paramount Pictures/Dreamworks Pictures  | $709,709,780         | 2007 | [ # 28 ] |
| 29   | Up                                                             | Walt Disney Studios/Pixar               | $683,004,164         | 2009 | [ # 29 ] |
| 30   | The Twilight Saga: New Moon                                    | Summit Entertainment                    | $669,259,961         | 2009 | [ # 30 ] |
| 31   | Ice Age: The Meltdown                                          | 20th Century Fox/Blue Sky               | $655,388,158         | 2006 | [ # 31 ] |
| 32   | Pirates of the Caribbean: The Curse of the Black Pearl         | Walt Disney Studios                     | $654,264,015         | 2003 | [ # 32 ] |
| 33   | Star Wars: Episode II – Attack of the Clones                   | 20th Century Fox                        | $649,398,328         | 2002 | [ # 33 ] |
| 34   | Kung Fu Panda                                                  | Paramount Pictures/Dreamworks Animation | $631,744,560         | 2008 | [ # 34 ] |
| 35   | The Incredibles                                                | Walt Disney Studios/Pixar               | $631,442,092         | 2004 | [ # 35 ] |
| 36   | Hancock                                                        | Sony Pictures/Columbia Pictures         | $624,386,746         | 2008 | [ # 36 ] |
| 37   | Ratatouille                                                    | Walt Disney Studios/Pixar               | $623,707,397         | 2007 | [ # 37 ] |
| 38   | The Passion of the Christ                                      | Icon Productions                        | $611,899,420         | 2004 | [ # 38 ] |
| 39   | Mamma Mia!                                                     | Universal Pictures                      | $609,841,637         | 2008 | [ # 39 ] |
| 40   | Madagascar: Escape 2 Africa                                    | Paramount Pictures/Dreamworks Animation | $603,900,344         | 2008 | [ # 40 ] |
| 41   | Casino Royale                                                  | Sony Pictures/MGM/Columbia Pictures     | $594,239,066         | 2006 | [ # 41 ] |
| 42   | War of the Worlds                                              | Paramount Pictures/Dreamworks Pictures  | $591,745,540         | 2005 | [ # 42 ] |
| 43   | Quantum of Solace                                              | Sony Pictures/MGM/Columbia Pictures     | $586,090,727         | 2008 | [ # 43 ] |
| 44   | I Am Legend                                                    | Warner Bros. Pictures                   | $585,349,010         | 2007 | [ # 44 ] |
| 45   | Iron Man                                                       | Paramount Pictures/Marvel Studios       | $585,133,287         | 2008 | [ # 45 ] |
| 46   | Night at the Museum                                            | 20th Century Fox                        | $574,480,450         | 2006 | [ # 46 ] |
| 47   | King Kong                                                      | Universal Pictures                      | $550,517,357         | 2005 | [ # 47 ] |
| 48   | Mission: Impossible 2                                          | Paramount Pictures                      | $546,388,105         | 2000 | [ # 48 ] |
| 49   | The Day After Tomorrow                                         | 20th Century Fox                        | $544,272,402         | 2004 | [ # 49 ] |
| 50   | Madagascar                                                     | DreamWorks Animation                    | $532,680,671         | 2005 | [ # 50 ] |

### Найкассовіші фільми по рокам
| Рік  | Назва                                         | Студія           | Дохід з усього світу | Джерело  |
| ---- | --------------------------------------------- | ---------------- | -------------------- | -------- |
| 2000 | Mission: Impossible 2                         | Paramount        | $546,288,105         | [ # 48 ] |
| 2001 | Harry Potter and the Philosopher's Stone      | Warner Bros.     | $974,733,550         | [ # 5 ]  |
| 2002 | The Lord of the Rings: The Two Towers         | New Line Cinema  | $925,282,504         | [ # 9 ]  |
| 2003 | The Lord of the Rings: The Return of the King | New Line Cinema  | $1,119,110,941       | [ # 2 ]  |
| 2004 | Shrek 2                                       | DreamWorks SKG   | $919,838,758         | [ # 10 ] |
| 2005 | Harry Potter and the Goblet of Fire           | Warner Bros.     | $895,921,036         | [ # 11 ] |
| 2006 | Pirates of the Caribbean: Dead Man's Chest    | Disney           | $1,066,179,725       | [ # 3 ]  |
| 2007 | Pirates of the Caribbean: At World's End      | Disney           | $960,996,492         | [ # 6 ]  |
| 2008 | The Dark Knight                               | Warner Bros.     | $1,001,842,429       | [ # 4 ]  |
| 2009 | Avatar                                        | 20th Century Fox | $2,713,395,000       | [ # 51 ] |

## Найвідоміші фільми десятиліття
Відповідно до «Вони знімають фотографії», чи не так?, сайт, який цифрово підраховує прийом серед критиків, найпопулярнішими фільмами 2000-х років є:
1. У настрої кохання
2. Малхолланд Драйв
3. Yi Yi
4. Буде кров
5. Віднесені привидами
6. Вічне сяйво чистого розуму
7. Caché/Приховано
8. Тропічна хвороба
9. Втрачено в перекладі
10. Місто Бога
11. Горбата Гора
12. Тигр підкрадається, дракон ховається
13. ВОЛЛ-І
14. Поговори з нею
15. Догвіль
16. Tie Xi Qu: West of the Tracks
17. Російський ковчег
18. Біла стрічка
19. Смерть пана Лазареску
20. Старим тут не місце

За даними Metacritic, який проаналізував багато відомих списків «найкращих фільмів десятиліття», щоб скласти результати, двадцять найкращих фільмів, які найчастіше та найбільш помітно потрапляють у ці списки:
1. Лабіринт Фавна
2. 4 місяці, 3 тижні та 2 дні
3. Рататуй
4. Віднесені привидами
5. Володар бурі
6. Володар перснів: Повернення короля
7. На узбіччі
8. ВОЛЛ·І
9. Тигр підкрадається, дракон ховається
10. 35 чашок рому

Опитування кінокритиків BBC «100 найкращих фільмів 21 століття» включило до десятки найкращих фільмів 2000-х: 
1. Малхолланд Драйв
2. У настрої кохання
3. Нафта
4. Віднесені привидами
5. Вічне сяйво чистого розуму
6. Yi Yi
7. Старим тут не місце
8. Зодіак
9. Останній нащадок Землі
10. 4 місяці, 3 тижні та 2 дні

Список «25 найкращих фільмів 21-го століття» від New York Times вибрав наступні п'ятірки найкращих фільмів 2000-х років:
1. Нафта
2. Віднесені привидами
3. Крихітка на мільйон доларів
4. Смерть пана Лазареску
5. Yi Yi

До п'ятірки рейтингу «50 найкращих фільмів десятиліття» Moviefone увійшли такі фільми: 
1. Вбити Білла
2. Місто Бога
3. Королівська битва
4. Старим тут не місце
5. Темний лицар

Кінорежисер Квентін Тарантіно вибрав наступні найкращі та найвпливовіші фільми десятиліття: 
1. Королівська битва
2. Будь-що інше
3. Догвіль
4. Господар
5. Спільна зона безпеки
6. Труднощі перекладу
7. Спогади про вбивство
8. Зомбі на ім'я Шон
9. Команда Америка: Всесвітня поліція
10. незламний

## Фільми по рокам
- 2000 в кіно
- 2001 в кіно
- 2002 в кіно
- 2003 в кіно
- 2004 в кіно
- 2005 в кіно
- 2006 в кіно
- 2007 в кіно
- 2008 в кіно
- 2009 в кіно